# Хлябово (Московская область)
Хля́бово — деревня в городском округе Мытищи Московской области России.

## Население
| 1646 | 1678 | 1852 | 1859 | 1890 | 1899 | 1926 | 2002 | 2010 |
| ---- | ---- | ---- | ---- | ---- | ---- | ---- | ---- | ---- |
| 26   | ↗71  | ↗109 | ↗298 | ↘150 | ↗168 | ↗232 | ↘38  | ↗116 |

## География
Расположена на севере Московской области, в северо-западной части Мытищинского района, примерно в 26 км к северо-западу от центра города Мытищи и 24 км от Московской кольцевой автодороги, на берегу Икшинского водохранилища системы канала имени Москвы.
В деревне 30 улиц, 3 переулка и 1 проезд, приписано садоводческое товарищество. Связана автобусным сообщением с железнодорожной станцией Катуар, находящейся в посёлке городского типа Некрасовский Дмитровского района. Ближайшие населённые пункты — деревни Большая Чёрная, Большое Ивановское, Ларёво, посёлки Менжинец и Трудовая.

## История
В XV—XVI вв. в Хлябове существовал небольшой вотчинный Воскресенский монастырь, после него — уничтоженная в Смутное время церковь, на месте которой стояла деревянная часовня, приписанная к церкви в Троице-Сельце, а ныне поставлен памятный крест.
В 1585 году село Хлябово с существовавшей в нём деревянной церковью Воскресения Христова с приделом Рождества Пресвятой Богородицы принадлежало митрополиту. В 1646 году значится деревней, в 1678 году в ней 6 крестьянских дворов с 26 жителями, 13 дворов бобылей с 38 жителями и дворы кузнеца и плотника с 7 жителями.

Хлябово, деревня 2-го стана, Государственных Имущ., 56 душ м. п., 53 ж., 35 дворов, 38 верст от Бутырской заставы, по Дмитровскому тракту.— Нистрем К. Указатель селений и жителей уездов Московской губернии, 1852
В «Списке населённых мест» 1862 года — казённая деревня Московского уезда на Дмитровском тракте (из Москвы в Калязин), в 40 верстах от губернского города и 25 верстах от становой квартиры, при речке Черноземихе, с 38 дворами и 298 жителями (140 мужчин, 158 женщин).
По данным на 1899 год — сельцо Марфинской волости Московского уезда с 168 жителями.
В 1913 году — 29 дворов.
По материалам Всесоюзной переписи населения 1926 года — деревня Черновского сельсовета Трудовой волости Московского уезда в 1,5 км от Дмитровского шоссе и 5,5 км от станции Катуар Савёловской железной дороги, проживало 232 жителя (99 мужчин, 133 женщины), насчитывалось 41 крестьянское хозяйство.
С 1929 года — населённый пункт в составе Коммунистического района Московского округа Московской области. Постановлением ЦИК и СНК от 23 июля 1930 года округа как административно-территориальные единицы были ликвидированы.
1929—1935 гг. — деревня Черновского сельсовета Коммунистического района.
1935—1939 гг. — деревня Черновского сельсовета Дмитровского района.
1939—1954 гг. — деревня Черновского сельсовета Краснополянского района.
1954—1959 гг. — деревня Сухаревского сельсовета Краснополянского района.
1959—1960 гг. — деревня Сухаревского сельсовета Химкинского района.
1960—1963, 1965—1994 гг. — деревня Сухаревского сельсовета Мытищинского района.
1963—1965 гг. — деревня Сухаревского сельсовета Мытищинского укрупнённого сельского района.
1994—2006 гг. — деревня Сухаревского сельского округа Мытищинского района.
2006—2015 гг. — деревня сельского поселения Федоскинское Мытищинского района.